# Santo Domingo International 2014
Die Santo Domingo International 2014 (auch als Santo Domingo Open 2014 bekannt) im Badminton fanden vom 4. bis zum 7. Dezember 2014 in Santo Domingo statt.

## Medaillengewinner
| Disziplin    | Gold                                 | Silber                                         | Bronze                                                             |
| ------------ | ------------------------------------ | ---------------------------------------------- | ------------------------------------------------------------------ |
| Herreneinzel | David Obernosterer                   | Osleni Guerrero                                | Alex Tjong                                                         |
| Herreneinzel | David Obernosterer                   | Osleni Guerrero                                | Jarolím Vícen                                                      |
| Dameneinzel  | Elisabeth Baldauf                    | Dánica Nishimura                               | Daniela Macías                                                     |
| Dameneinzel  | Elisabeth Baldauf                    | Dánica Nishimura                               | Daigenis Saturria                                                  |
| Herrendoppel | Nelson Javier Alberto Raposo         | William Cabrera Reimi Starling Cabrera Rosario | Marcos Alexander Carmona Sanchez Edinvert Bienvenido Sanchez Matos |
| Herrendoppel | Nelson Javier Alberto Raposo         | William Cabrera Reimi Starling Cabrera Rosario | Cesar Adonis Brito Gonzalez Angel Argenis Marinez Ulloa            |
| Damendoppel  | Daniela Macías Dánica Nishimura      | Berónica Vivieca Daigenis Saturria             | Yuliana Faña Luz Clarita Valdez Ogando                             |
| Damendoppel  | Daniela Macías Dánica Nishimura      | Berónica Vivieca Daigenis Saturria             | Nairoby Abigail Jiménez Bermary Altagracia Polanco Muñoz           |
| Mixed        | David Obernosterer Elisabeth Baldauf | Nelson Javier Berónica Vivieca                 | Alberto Raposo Licelott Sanchez                                    |
| Mixed        | David Obernosterer Elisabeth Baldauf | Nelson Javier Berónica Vivieca                 | William Cabrera Daigenis Saturria                                  |